# Le nuove avventure di Braccio di Ferro
Le nuove avventure di Braccio di Ferro (The All-New Popeye Hour) o anche Braccio di Ferro è una serie televisiva animata prodotta da Hanna-Barbera Productions e King Features Syndicate con protagonista il popolare personaggio dei fumetti Braccio di Ferro.
La serie, composta da 165 segmenti raggruppati in 56 episodi e da un episodio speciale (The Popeye Valentine Special: Sweethearts at Sea), andò in onda dal 1978 al 1983 sulla CBS.

## Doppiaggio
| Personaggio              | Doppiatore originale | Doppiatore italiano                                        |
| ------------------------ | -------------------- | ---------------------------------------------------------- |
| Braccio di Ferro         | Jack Mercer          | Gianni Giuliano Toni Orlandi Paolo Buglioni                |
| Papà Trinchetto          | Jack Mercer          | Paolo Buglioni Marco Mete                                  |
| Olivia Oyl               | Marilyn Schreffler   | Paola Piccinato Giovanna Fregonese                         |
| Strega Bacheca           | Marilyn Schreffler   | Elena Magoia                                               |
| Pisellino                | Marilyn Schreffler   | Fabrizio Mazzotta                                          |
| Brutus                   | Allan Melvin         | Silvio Noto Mario Bardella Glauco Onorato Goffredo Matassi |
| Poldo Wellington Sbafini | Daws Butler          | Toni Orlandi                                               |
| Eugenio il Gip           | Don Messick          | Fabrizio Mazzotta                                          |
| Teresa la Racchia        | Marilyn Schreffler   | Fabrizio Mazzotta                                          |
| Sgt. Bertha Bomba        | Jo Anne Worley       | Germana Dominici                                           |
| Col. Crumb               | Hal Smith            | Pino Ammendola                                             |
| Dinky                    | Frank Welker         |                                                            |
| Zio Dudley               | Frank Nelson         |                                                            |
| Monica                   | Julie Bennett        |                                                            |
| Sandy                    | Jackie Joseph        |                                                            |

## Episodi

### Stagione 1
| nº | Titolo originale                           | Titolo italiano                            |  |
| -- | ------------------------------------------ | ------------------------------------------ |  |
| 1  | A Bad Knight for Popeye                    | ?                                          |  |
| 1  | Ballet-Hooey                               | Campione di Palleggio                      |  |
| 1  | The Big Wheel                              | Un Giro sulla Ruota                        |  |
| 2  | Bluto's Bike Bullies                       | ?                                          |  |
| 2  | Boola Boola Hula                           | Il Tempio di Bool Hula                     |  |
| 2  | Bully Dozer                                | ?                                          |  |
| 3  | A Camping We Will Go                       | Tutti al Campeggio                         |  |
| 3  | Captain Meno's Sunken Treasure             | Il Tesoro Sommerso                         |  |
| 3  | Chips Off the Old Ice Block                | ?                                          |  |
| 4  | Close Encounters of the Third Spinach      | Incontri di Spinaci del Terzo Tipo         |  |
| 4  | Coldfinger                                 | Goldfinger                                 |  |
| 4  | The Crunch for Lunch Bunch                 | ?                                          |  |
| 5  | A Day at Muscle Beach                      | Fusti da Spiaggia                          |  |
| 5  | A Day at the Rodeo                         | Braccio di Ferro al Rodeo                  |  |
| 5  | The Decathlon Dilemma                      | La Gara di Decathlon                       |  |
| 6  | The Delmonica Diamond                      | Il Diamante di Del Monica                  |  |
| 6  | Free Hauling Brawl                         | ?                                          |  |
| 6  | Getting Popeye's Goat                      | Braccio di Ferro e la Capra Mascalzoncella |  |
| 7  | Heir-Brained Popeye                        | L'Eredità di Braccio di Ferro              |  |
| 7  | Here Stew You                              | Uno Stufato Molto Apprezzato               |  |
| 7  | A Horse of a Flying Color                  | ?                                          |  |
| 8  | I Left My Spinach in San Francisco         | Tesoro a San Francisco                     |  |
| 8  | I Wants Me Mummy                           | La Mummia d'Egitto                         |  |
| 8  | The Loneliness of the Long Distance Popeye | ?                                          |  |
| 9  | The Mask of Gorgonzola                     | La Maschera di Gorgonzola                  |  |
| 9  | Mother Goose Is on the Loose               | Le Fiabe di Mamma Oca                      |  |
| 9  | Olive's Shining Hour                       | Torneo Doppio Misto                        |  |
| 10 | Play It Again, Popeye                      | Missione a Casablanca                      |  |
| 10 | Polly Wants Some Spinach                   | Caccia al Pappagallo                       |  |
| 10 | Popeye's Engine Company                    | Braccio di Ferro Pompiere                  |  |
| 11 | Popeye's Finest Hour                       | Momenti di Gloria                          |  |
| 11 | Popeye's Roots                             | ?                                          |  |
| 11 | Popeye and Bigfoot                         | Braccio di Ferro e Piedone                 |  |
| 12 | Popeye and the Beanstalk                   | ?                                          |  |
| 12 | Popeye and the Pest                        | Braccio di Ferro e la Zanzara              |  |
| 12 | Popeye and the Pirates                     | Braccio di Ferro e i Pirati                |  |
| 13 | Popeye at the Center of the Earth          | La Miniera Perduta del Marinaio            |  |
| 13 | Popeye of the Klondike                     | ?                                          |  |
| 13 | Popeye the Carpenter                       | Braccio di Ferro ripara tutto              |  |
| 14 | Popeye the Carpenter                       | Braccio di Ferro ripara tutto              |  |
| 14 | Popeye the Plumber                         | Braccio di Ferro Idraulico                 |  |
| 14 | Popeye the Robot                           | ?                                          |  |
| 15 | Popeye the Sleepwalker                     | Braccio di Ferro Sonnambulo                |  |
| 15 | Popeye Goes Hollywood                      | ?                                          |  |
| 15 | Popeye Goes Sailing                        | A Gonfie Vele                              |  |
| 16 | Popeye Goes Sightseeing                    | ?                                          |  |
| 16 | Popeye Meets the Blutostein Monster        | Braccio di Ferro Incontra il Mostro        |  |
| 16 | Popeye Out West                            | Braccio di Ferro Sceriffo                  |  |
| 17 | Popeye Snags the Seahag                    | Bacheca la Strega del Mare                 |  |
| 17 | Popeye Versus Machine                      | Braccio di Ferro Contro la Macchina        |  |
| 17 | A Seal with Appeal                         | ?                                          |  |
| 18 | Shark Treatment                            | Il Ritorno di Dentiera Bianca              |  |
| 18 | Ship Ahoy                                  | La Ciurma di Braccio di Ferro              |  |
| 18 | Ship Ahoy                                  | La Ciurma di Braccio di Ferro              |  |
| 19 | The Ski's the Limit                        | ?                                          |  |
| 19 | The Spinach Bowl                           | ?                                          |  |
| 19 | Spinach Fever                              | Febbre da Ballo                            |  |
| 20 | Spring Daze in Paris                       | Primavera a Parigi                         |  |
| 20 | Steeple Chase at Ups and Downs             | Biscottino Cavallo Fuoriclasse             |  |
| 20 | The Sword of Fitzwilly                     | La Spada di Fitzwilly                      |  |
| 20 | Take Me Out to the Brawl Game              | W gli Allenamenti di Baseball              |  |
| 21 | The Terrifyink Transylvanian Treasure Trek | Il Tesoro di Dracula                       |  |
| 21 | The Three Ring Ding-a-Ling                 | Arriva il Circo                            |  |
| 21 | The Three Ring Ding-a-Ling                 | Arriva il Circo                            |  |
| 22 | The Treasure of Howe's Bayou               | L'Eredità di Olivia                        |  |
| 22 | The Treasure of Werner Schnitzel           | ?                                          |  |
| 22 | A Trio in Rio                              | Le Perle della Regina                      |  |
| 23 | A Whale of a Tale                          | Eroico Mattacchione                        |  |
| 23 | Whotsa Matterhorn?                         | ?                                          |  |
| 23 | Wilder Than Usual Blue Yonder              | ?                                          |  |
| 24 | Yukon County Mountie                       | Soldato Braccio di Ferro                   |  |

### Stagione 2
| nº | Titolo originale                 | Titolo italiano                     |  |
| -- | -------------------------------- | ----------------------------------- |  |
| 25 | Bad Day at the Bakery            | Pasticceri Pasticcioni              |  |
| 25 | Boo Who                          | La Casa dei Fantasmi                |  |
| 25 | Building Blockheads              | Il Grattacielo Più Alto del Mondo   |  |
| 26 | En Un Lugar De La Mancha         | ?                                   |  |
| 26 | Fantastic Gymnastics             | La gara di volo acrobatico          |  |
| 26 | The Game                         | Il Gioco                            |  |
| 27 | The Great Decathlon Championship | ?                                   |  |
| 27 | King of the Rodeo                | Re del Rodeo                        |  |
| 27 | Love on the Rocks                | Un Pensiero Romantico               |  |
| 28 | Old McPopeye Had a Farm          | Fattoria da Salvare                 |  |
| 28 | Olive's Bugged House Blues       | La Nuova Casa di Olivia             |  |
| 28 | On Mule-itary Detail             | Picnic col Mulo                     |  |
| 29 | Paddle Wheel Popeye              | ?                                   |  |
| 29 | Pedal-Powered-Popeye             | ?                                   |  |
| 29 | Plunder Down Under               | Avventure in Australia              |  |
| 30 | Popeye's Aqua Circus             | Il Circo Acquatico                  |  |
| 30 | Popeye's High School Daze        | Ricordi Scolastici                  |  |
| 30 | Popeye's Poodle Problem          | ?                                   |  |
| 31 | Popeye in Wonderland             | ?                                   |  |
| 31 | Popeye the Painter               | ?                                   |  |
| 31 | Queen of the Load                | Olivia in Pericolo                  |  |
| 32 | The Reel Hollywood Treasure Hunt | Alla Ricerca dei Film Scomparsi     |  |
| 32 | Roller Rink-a-Dink               | ?                                   |  |
| 32 | Sky High Fly Try                 | ?                                   |  |
| 33 | Swee'Pea Plagues a Parade        | Re Blozo Pretendente al Trono       |  |
| 33 | Take It or Lump It               | Lascia o Rattoppa                   |  |
| 33 | Tough Sledding                   | ?                                   |  |
| 34 | Water Ya Doin'?                  | ?                                   |  |
| 34 | Westward Ho! Ho!                 | Braccio di Ferro nel selvaggio west |  |

### Stagione 3
| nº | Titolo originale                                | Titolo italiano                                               |  |
| -- | ----------------------------------------------- | ------------------------------------------------------------- |  |
| 35 | Abject Flying Object                            | ?                                                             |  |
| 35 | Alpine for You                                  | Lassù sui Monti                                               |  |
| 35 | Around the World in 80 Hours                    | ?                                                             |  |
| 36 | Bad Company                                     | ?                                                             |  |
| 36 | Beyond the Spinach Brick Road                   | ?                                                             |  |
| 36 | Cliff Hanger                                    | ?                                                             |  |
| 37 | Dublin or Nothin'                               | ?                                                             |  |
| 37 | Forum or Against 'Em                            | Braccio di Ferro a Roma                                       |  |
| 37 | A Goon Gone Gooney                              | ?                                                             |  |
| 38 | The Great Speckled Whale'                       | Il Grande Balenottero a Pois                                  |  |
| 38 | Hail, Hail, the Ganges All Here                 | ?                                                             |  |
| 38 | In a Little Spinach Town                        | Il Toro d'Oro                                                 |  |
| 39 | I Wouldn't Take That Mare to the Fair on a Dare | La Fiera                                                      |  |
| 39 | Merry Madness at the Mardi Gras                 | Follie del Martedì Grasso                                     |  |
| 39 | No Fuel Like an Old Fuel                        | ?                                                             |  |
| 40 | Olive Goes Dallas                               | ?                                                             |  |
| 40 | Pappy Fails in Love                             | Trinchetto Innamorato                                         |  |
| 40 | Peask and Quiet                                 | ?                                                             |  |
| 41 | Popeye's Perilous Pursuit of a Pearl            | ?                                                             |  |
| 41 | Popeye's Self Defense                           | ?                                                             |  |
| 41 | Popeye of Sherwood Forest                       | ?                                                             |  |
| 42 | Popeye of the Jungle                            | Braccio di Ferro nella giungla                                |  |
| 42 | Popeye the Lone Legionnaire                     | Braccio di Ferro Legionario Solitario                         |  |
| 42 | Popeye Stumps Bluto                             | ?                                                             |  |
| 43 | Popierre the Musketeer                          | Braccio di Ferro il Moschettiere/Il Moschettiere e il Bandito |  |
| 43 | Ships That Pass in the Fright                   | ?                                                             |  |
| 43 | Spa-ing Partners                                | Cure Termali                                                  |  |
| 44 | Top Kick in Boot Camp                           | Scherzi da Caserma                                            |  |
| 44 | Tour Each His Own                               | ?                                                             |  |
| 44 | The Umpire Strikes Back                         | La Partita di Baseball                                        |  |
| 45 | Unidentified Fighting Object                    | L'Extraterrestre                                              |  |
| 45 | W.O.I.L.                                        | Radio Olivia                                                  |  |

### Stagione 4
| nº | Titolo originale                    | Titolo italiano         |  |
| -- | ----------------------------------- | ----------------------- |  |
| 46 | Reptile Ranch                       | La Fattoria Preistorica |  |
| 46 | Mission Improbable                  | Missione Impossibile    |  |
| 46 | So Who's Watching the Bird Watchers | Raritá Volanti          |  |
| 47 | Computer Chaos                      | Il Sergente Robot       |  |
| 47 | Chilly Con Caveman                  | ?                       |  |
| 47 | Here Today-Goon Tomorrow            | ?                       |  |
| 48 | Come Back, Little Stegosaurus       | ?                       |  |
| 48 | Troop Therapy                       | ?                       |  |
| 48 | Olive's Devastating Decorators      | ?                       |  |
| 49 | Goon Native                         | ?                       |  |
| 49 | Cheap Skate Date                    | ?                       |  |
| 49 | Alice in Blunderland                | ?                       |  |
| 50 | Neanderthal Nuisance                | Problemi di Vicinato    |  |
| 50 | Wreck Room                          | La Sala Convegno        |  |
| 50 | The Incredible Shrinking Popeye     | ?                       |  |
| 51 | Private Secretaries                 | ?                       |  |
| 51 | The First Resort                    | ?                       |  |
| 51 | Goon Balloon                        | Alta quota              |  |
| 52 | Vegetable Stew                      | Spesa Preistorica       |  |
| 52 | Tanks a Lot                         | Grandi manovre          |  |
| 52 | Winner Window Washer                | Duello all'Ultimo Vetro |  |
| 53 | Rocky Rolls                         | Corvee Cucina           |  |
| 53 | Hogwash at the Car Wash             | Lavaggio Automatico     |  |
| 53 | Snow Fooling                        | Quel Volo per le Hawaii |  |
| 54 | Bronto Beach                        | ?                       |  |
| 54 | Infink-try                          | ?                       |  |
| 54 | The Midnight Ride of Popeye Revere  | ?                       |  |
| 55 | Goon Hollywood                      | Ciak! Si gira           |  |
| 55 | Popeye Stumps Blut                  | ?                       |  |
| 55 | Basic Train-ing                     | ?                       |  |
| 56 | Up a Lizard River                   | Un Campeggio Mostruoso  |  |
| 56 | Jeep Thrills                        | L'intruso invisibile    |  |
| 56 | Olive's Moving Experience           | ?                       |  |

### Speciale
| Titolo inglese                                   | Prima Tv USA |
| ------------------------------------------------ | ------------ |
| The Popeye Valentine Special: Sweethearts at Sea |              |